# Piero di Giovanni Tedesco

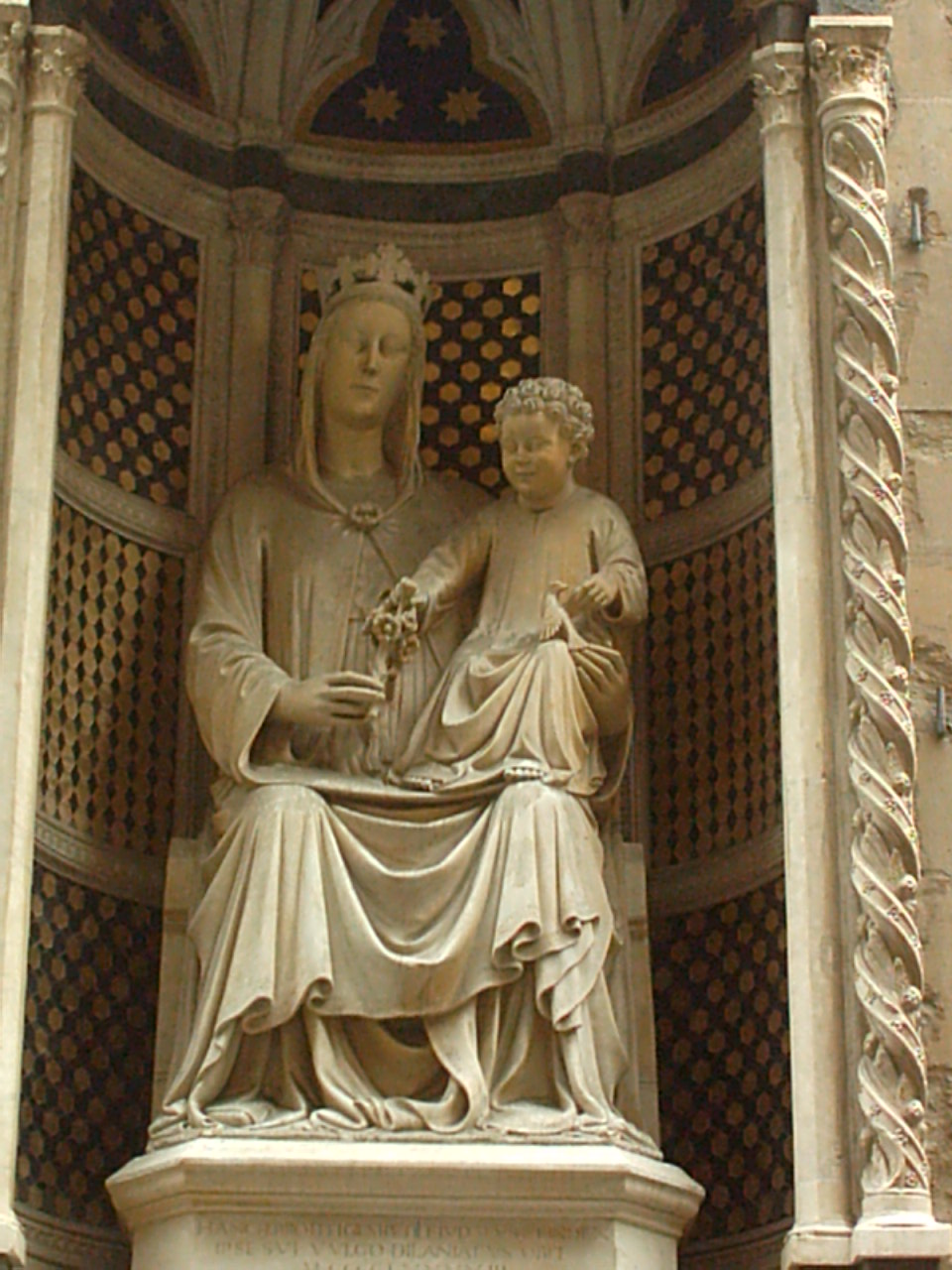
Madonna della Rosa d'Orsanmichele

Piero di Giovanni Tedesco (ante 1386 – 1402 circa) è stato uno scultore italiano.

## Biografia
Secondo Lorenzo Ghiberti, doveva il suo cognome al fatto di essere originario della Germania o, secondo altri, del Brabante. Nel 1386 si incontra citato per la prima volta a Firenze, dove lavorò per la cattedrale fino al 1399. Lavorò anche a Milano nel cantiere del Duomo. Nel 1402 è segnalato a Orvieto dove lavorava alla fonte battesimale della cattedrale. Il suo stile risultò aderente alla volumetria fiorentina, piena e arrotondata.
Un documento datato 5 settembre 1387 dell'Opera del Duomo testimonia un pagamento al pittore Lorenzo di Bicci per il disegno di una statua di apostolo fatta scolpire poi da Piero Tedesco.
La sua opera più celebre è la Madonna della Rosa nella nicchia dell'Arte dei Medici e Speziali a Orsanmichele a Firenze, riferita al 1399 circa.
Il suo stile è caratterizzato da un certo realismo e da un avvicinarsi ai modelli classici, che preannuncia il Rinascimento.
Niccolò di Piero Lamberti fu suo assistente. Suo figlio Niccolò fu un mastro vetraio, attivo ad esempio nel ciclo di vetrate di Orsanmichele.

## Opere conosciute
- Angeli musicanti (1386), Museo dell'Opera del Duomo (Firenze)
- Apostolo (già attribuito a Andrea Pisano)
- Dottore della Chiesa, Museo dell'Opera del Duomo (Firenze)
- Sant'Andrea e San Simone (1387),
- San Marco e San Giovanni(1388),
- San Jacopo (1389),
- San Tommaso e San Bartolomeo (1390 circa),
- Santo Stefano (1391), Museo dell'Opera del Duomo (Firenze)
- San Vittore, Sant'Ambrogio e San Girolamo,
- Decorazione del portale laterale di destra di Santa Maria del Fiore (tra il 1395 e il 1398),
- Madonna della Rosa, Orsanmichele (1399 circa),
- Fonte battesimale del Duomo di Orvieto (1402).